# Перепади настрою

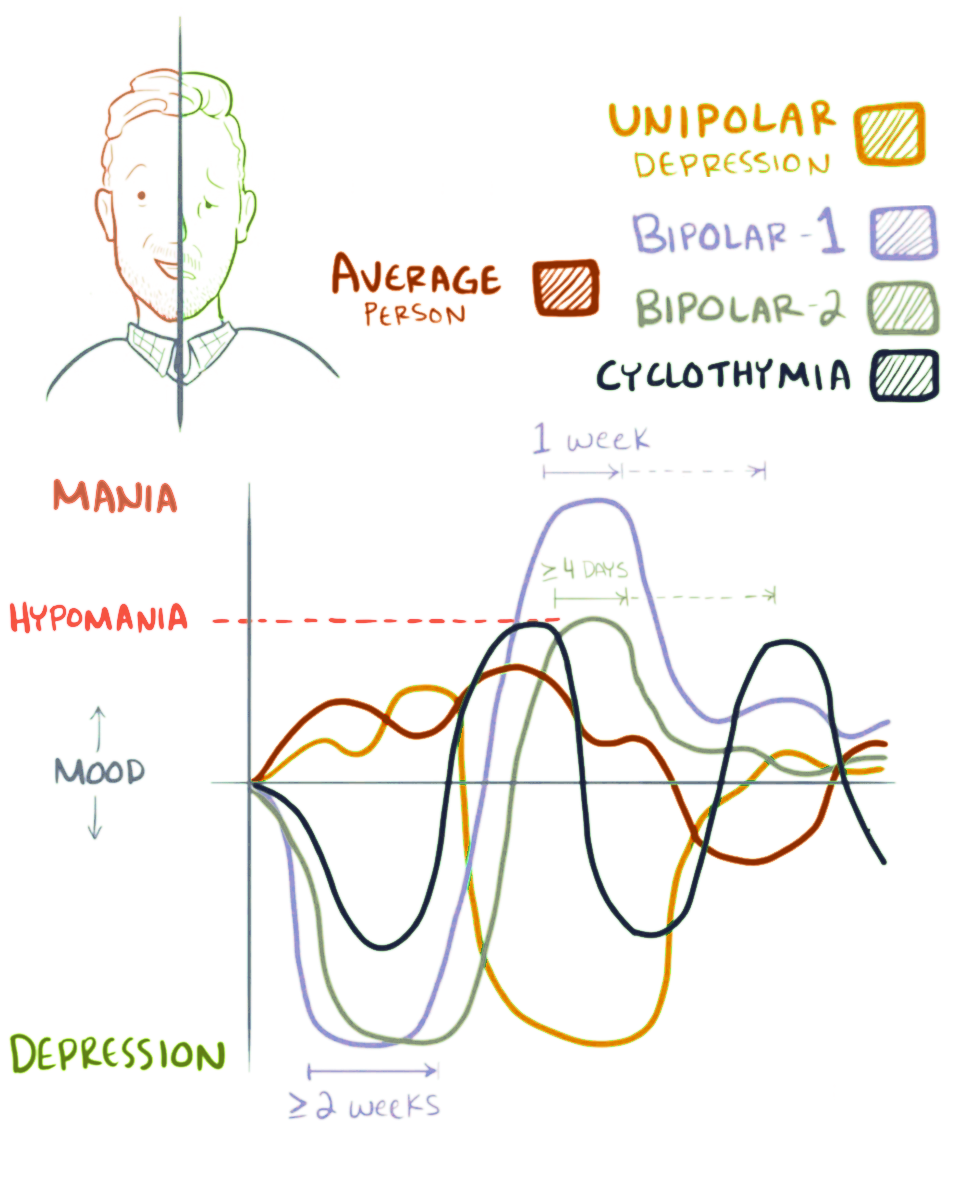
Графічне порівняння змін настрою в порівнянні з біполярним розладом і циклотимією

Перепади настрою — це екстремальна або раптова зміна настрою. Такі зміни можуть зіграти позитивну роль у сприянні вирішенню проблем і створенні гнучкого перспективного планування або бути руйнівними. Коли перепади настрою є серйозними, вони можуть бути класифіковані як частина психічного захворювання, такого як біполярний розлад, де непостійні та руйнівні перепади настрою є визначальною ознакою.

## Огляд

### Швидкість і масштаб
Перепади настрою можуть відбуватися в будь-який час і в будь-якому місці, варіюючи від мікроскопічних до диких коливань біполярного розладу так що можна простежити континуум від нормальної боротьби навколо самооцінки, через циклотимію, до депресивного захворювання. Однак перепади настрою більшості людей залишаються в легкому або помірному діапазоні емоційних злетів і падінь. Тривалість біполярних перепадів настрою також варіюється. Вони можуть тривати кілька годин — ультрашвидкі — або тривати протягом декількох днів — ультрадіанні : клініцисти стверджують, що тільки при виникненні чотирьох безперервних днів гіпоманії або семи днів манії діагноз біполярного розладу виправданий. У таких випадках перепади настрою можуть тривати кілька днів, навіть тижнів: ці епізоди можуть складатися з швидкого чергування почуття пригніченості та ейфорії.

## Причини
Причин перепадів настрою може бути багато. Деякі перепади настрою можна класифікувати як нормальні/здорові реакції, такі як обробка горя, несприятливий вплив речовин/ліків або результат позбавлення сну. Перепади настрою також можуть бути ознакою психічних захворювань при відсутності зовнішніх тригерів або стресових факторів.

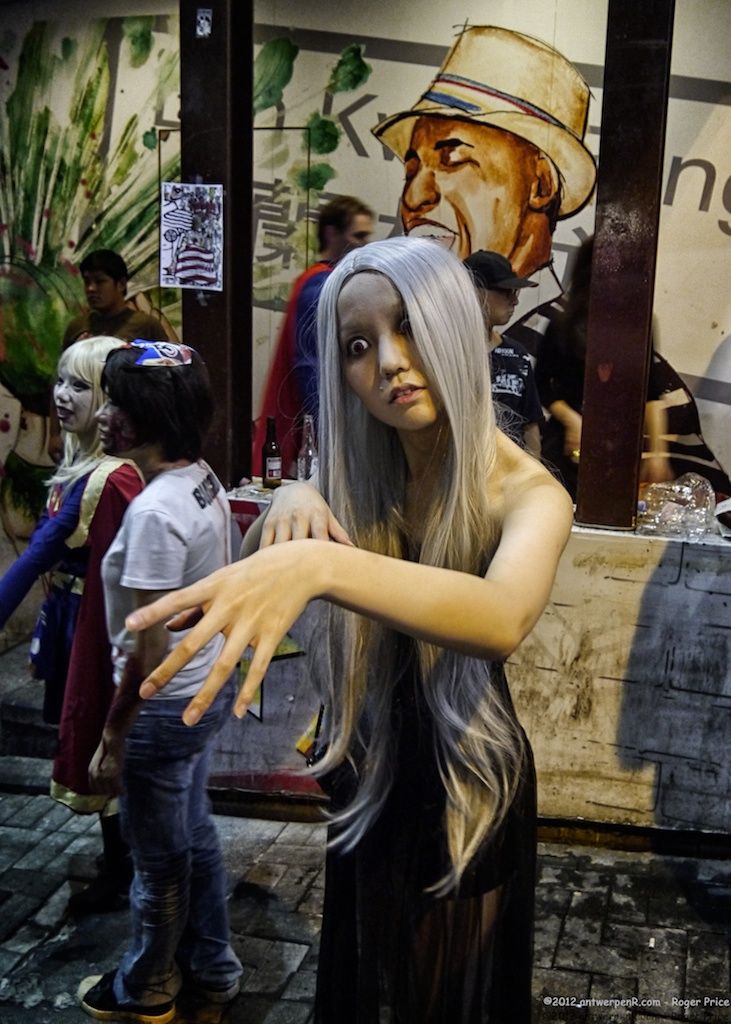
Піднімаємо настрій і розгортаємо вечір…

Зміни рівня енергії людини, режиму сну, самооцінки, сексуальної функції, концентрації уваги, вживання наркотиків або алкоголю можуть бути ознаками майбутнього розладу настрою.
Інші основні причини перепадів настрою (крім біполярного розладу та великої депресії) включають захворювання/розлади, які перешкоджають функціонуванню нервової системи. Синдром дефіциту уваги з гіперактивністю (СДУГ), епілепсія та спектр аутизму є трьома такими прикладами.
Гіперактивність, яка іноді супроводжується неуважністю, імпульсивністю та забудькуватістю, є основними симптомами, пов'язаними з СДУГ. В результат, СДУГ, як відомо, викликає зазвичай короткочасні (хоча іноді різкі) перепади настрою. Також відомо, що труднощі спілкування, пов'язані з аутизмом, і пов'язані з ним зміни в нейрохімії також спричиняють аутичні припадки (перепади настрою). Судоми, пов'язані з епілепсією, включають зміни в електричному запалі мозку, і, таким чином, також можуть спричинити разючі та різкі зміни настрою. Якщо перепади настрою не пов'язані з розладом настрою, лікування призначити важче. Однак найчастіше зміни настрою є результатом стресових та/або несподіваних ситуацій у повсякденному житті.
Дегенеративні захворювання центральної нервової системи людини, такі як хвороба Паркінсона, хвороба Альцгеймера, розсіяний склероз і хвороба Хантінгтона, також можуть викликати перепади настрою. Целіакія також може впливати на нервову систему і можуть з'являтися перепади настрою.
Невчасне вживання їжі може сприяти, або вживання занадто великої кількості цукру може спричинити коливання рівня цукру в крові, це спричиняє перепади настрою.

### Хімія мозку
Якщо людина має аномальний рівень одного або декількох певних нейромедіаторів (НТ) в мозку, це може призвести до перепадів настрою або розладу настрою. Серотонін є одним із таких нейромедіаторів, який бере участь у сні, настрої та емоційних станах. Незначний дисбаланс цього НТ може призвести до депресії. Норадреналін є нейромедіатором, який бере участь у навчанні, пам'яті та фізичному збудженні. Як і серотоніну, дисбаланс норадреналіну також може призвести до депресії.

### Список станів, які, як відомо, викликають перепади настрою
- Зловживання анаболічними стероїдами[18]
- Дефіциту уваги з гіперактивністю
- Аутизм або інший первазивний розлад розвитку
- Біполярний розлад[19][20] або циклотимія
- Емоційно нестабільний розлад особистості
- Деменція, включаючи хворобу Альцгеймера, хворобу Паркінсона та хворобу Хантінгтона
- Синдром порушення регуляції дофаміну
- Епілепсія
- Гіпотиреоз або гіпертиреоз
- Переміжний вибуховий розлад
- Менопауза[21]
- Велика депресія
- Посттравматичний стресовий розлад
- Вагітність
- Передменструальний синдром[22]
- Шизоафективний розлад
- Шизофренія
- Сезонний афективний розлад
- Синдром XXYY

## Лікування
Когнітивно-поведінкова терапія рекомендує використовувати емоційні демпфери, щоб зламати самопідсилювальні тенденції маніакальних або депресивних перепадів настрою. Фізичні вправи, ласощі, пошук невеликих (легкодосяжних) перемог і використання альтернативних відволікань, таких як читання або перегляд телевізора, є одними з методів, якими люди регулярно користуються для подолання депресивних коливань.
Навчитися виводити себе з грандіозних станів розуму або від перебільшених станів сорому є частиною активного підходу до управління власними настроями і зміною почуття власної самооцінки.

## Подальше читання
- Рональд Р. Фів, Зміна настрою (1989)
- Сюзанна П. Шад-Сомерс, Про перепади настрою (1990)